# مایکل فورژرون
مایکل فورژرون (انگلیسی: Michael Forgeron؛ زادهٔ ۲۴ ژانویه ۱۹۶۶) قایقران روئینگ اهل کانادا بود.
وی در مسابقات کشوری و بین‌المللی در مجموع برندهٔ ۱ مدال طلا شده‌است.